# Нургул Јешилчај
Нургул Јешилчај (тур. Nurgül Yeşilçay; Афионкарахисар, 26. март 1976) турска је глумица.

## Биографија
Нургул Јешилчај рођена је 26. марта 1976. године у Афионкарахисару, у Турској. Студирала је драму на Државном конзерваторијуму на Анадолском универзитету у Ескишехиру. Од када је дипломирала, одиграла је неколико главних улога за позорницу, укључујући Офелија у Хамлету и Бланче Дубојс у филму Трамвај зван чежња. Позориште на страну, она се истакла као водећа у, између осталог, три рекордне турске телевизијске драме. Њен филм Ивица раја освојио је награду за најбољи сценарио на 60. Филмском фестивалу у Кану 2007. године. Рекла је „велики пројекти су ми понудили познати произвођачи у Кану. Али мој син је беба. Треба ми нови живот. Не могу.” Снимка на екрану дебитовала је 2001. године у филму Семира Арсланјурека Селлале, Водопад. Освојила је награду за најбољу глумицу на 45. фестивалу златне наранџасте боје Анталије са филмом Викден.

## Награде
- Screen Actors Guild

- Golden Boll

- Sadri Alisik Acting

- Награда за најбољу глумицу на 45. „Antalya Golden Orange Film Festival“

## Улоге
"Paramparca" (2014) kao Gulseren
„Veda Mektubu“(2023.) као Alanur
„Muhteşam Yüzyıl Kösem“(2017.) као султанија Косем
„Sultan“ (2012.)
„Sensiz Olmaz“ (2011. – 2012.) као Feryal
„Aşk ve ceza" - Љубав и казна (2010.) kao Yasemin Ustun
„Ezo Gelin“ (2006. – 2007.) кao Ezo Gündoğdu
„Belalı Baldız“ (2005.) kao Arzu
„Melekler Adası“ (2005. – 2004.) кao Şerbet / Ayşe
„Asmalı Konak“ (2002.) каo Bahar Karadağ
„Reyting Hamdi“ (2002.) кao Nurgül
„90-60-90“ (2001.) kao Deniz
„İkinci Bahar“ (1998.) кao Gülsüm Percons Meriç
„Çınar Ağacı“ (2010.) каo Sonay
„7 Kocalı Hürmüz“ (2009.) кao Hürmüz
„Vicdan” (2008.) каo Aydanur
„Yaşamın Kıyısında” (2007.) кao Ayten Öztürk
„Adem'in Trenleri“ (2007.) кao Hacer
„Anlat İstanbul” (2004.) кao Saliha
„Eğreti Gelin“ (2004.) кao Kostak Emine
Asmalı Konak - Hayat (2003.) кao Bahar Karadağ
„Mumya Firarda“ (2002.) каo Fatıma
„Şellale“ (2001.) кao Nergis
„Herşey Çok Güzel Olacak“ (1998.) каo Hemşire